# Bilderdijklaan (Baarn)
De Bilderdijklaan is een laan in de wijk Pekingpark van Baarn in de Nederlandse provincie Utrecht. De laan verbindt de Vondellaan met de Nicolaas Beetslaan.
Het vroegere Pekingbos dat in 1791 aangelegd was voor Reinhard Scheerenberg werd in 1925 na veel protesten verkaveld tot de woonwijk Pekingbos. De licht gebogen Bilderdijklaan werd in 1931 aangelegd. Aan de laan staan meest enkele en dubbele landhuizen. De straat is genoemd naar de schrijver en geleerde Willem Bilderdijk.
Ter hoogte van het gemeentelijk monument Bilderdijklaan 31-41 en de Genestetlaan is een  plantsoen aangelegd.